# Julia Antolak
Julia Antolak est une joueuse d'échecs polonaise née le 22 février 2000 à Kołobrzeg. Elle a le titre de grand maître international féminin depuis 2021.
Au 1er juin 2022, elle est la quatrième joueuse polonaise et la cinquantième joueuse mondiale avec un classement Elo de 2 399 points.

## Biographie et carrière
Julia Antolak a remporté la médaille de bronze championnat d'Europe d'échecs de la jeunesse dans la catégories des moins de 16 ans en 2015.
En 2021, elle fut championne du monde universitaire de parties rapides,.
En 2022, Antolak finit quatrième du championnat de Pologne féminin.